# 배원소
배원소(裴元紹, ?~200년)는 나관중(羅貫中)의 《삼국지연의》에 등장하는 가공 인물이다.
초기에는 황건적(黃巾賊)의 일원으로, 장각(張角)의 동생 장보(張寶)를 섬겼다. 그러나 황건의 난(黃巾之亂)이 진압된 후, 주창(周倉)과 함께 산적이 되었다.
200년, 관우(關羽)가 오관(오관참육장; 五關斬六將)을 돌파하고 유비(劉備)를 찾아갔을때, 관우와 마주쳐 주창과 함께 그를 섬기려 하였다. 그러나 주창만이 관우와 동행하였기 때문에 자신은 와우산을 지켰다. 
관우가 유비를 만나고 관평(關平)을 양자로 삼은 뒤, 주창을 보내어 배원소를 데리러 갔지만, 이미 배원소는 뜻밖에 길을 지나가던 조운(趙雲)의 백마(白馬)를 빼앗으려다 죽임을 당하였기 때문에 관우를 따르지 못했지만 그 대신 조운이 유비군에 합세하게 되는 계기가 되었다.